# Северный (Новорождественское сельское поселение)
Северный — упразднённый посёлок в Исилькульском районе Омской области. Входил в состав Новорождественского сельского поселения. Исключен из учётных данных в 1999 году, фактически присоеден к селу Новорождественка.

## География
Располагался у западного берега болота Крыночкино, сливаясь с северной окраиной села Новорождественка.

## История
Посёлок являлся отделением совхоза «Новорождественский».
Исключен из учётных данных постановлением законодательного собрания Омской области от 22 февраля 1999 года № 54.